# Galeriegrab Lippborg
Das Galeriegrab Lippborg oder genauer Lippborg-Wintergalen war eine megalithische Grabanlage der jungsteinzeitlichen Wartbergkultur bei Lippborg, einem Ortsteil von Lippetal im Kreis Soest (Nordrhein-Westfalen). Es wurde im 19. Jahrhundert zerstört.

## Lage
Das Grab befand sich nordwestlich von Lippborg bei der Bauerschaft Ebbecke, etwa 120 m westlich des Bauernhofs Wintergalen. 2,5 km nordöstlich befand sich das ebenfalls zerstörte Galeriegrab Beckum I, 2,6 km nordöstlich das erhaltene Galeriegrab Beckum II.

## Forschungsgeschichte
Das Grab wurde vor 1800 entdeckt. Im späten 18. oder frühen 19. Jahrhundert wurden die Deckplatten und einige Wandplatten entfernt und in Hamm zum Straßenbau verwendet. Die noch erhaltenen Reste der Anlage wurden 1860 von Moritz Friedrich Esselen und 1863 von F. A. Borggreve untersucht. Später wurde das Grab vollständig abgetragen.

## Beschreibung

### Architektur
Die Anlage war nordnordwest-südsüdöstlich orientiert. Sie hatte eine Gesamtlänge von 90 Fuß (ca. 28,8 m) und eine Breite von 3 m. Die Grabkammer war ursprünglich vollständig in den Boden eingetieft. Sie hatte eine innere Breite von 5 Fuß (ca. 1,5 m) und eine Deckenhöhe von 5 Fuß (ca. 1,5 m). In den 1860er Jahren war nur noch die nördliche Hälfte der Kammer erhalten. Es standen noch zwölf Wandplatten, deren Zwischenräume mit Trockenmauerwerk aus kleineren Kalksteinplatten verfüllt waren. Wo sich der ursprüngliche Zugang zur Kammer befunden hatte, ist unbekannt.
Das Baumaterial für die Kammer stammte wohl aus der näheren Umgebung. Es dürfte aus maximal 1 km Entfernung herangeschafft worden sein. Der Materialbedarf wird auf etwa 276,75 t geschätzt.

### Bestattungen
In den 1860er Jahren wurden Skelettreste von mehreren Individuen geborgen, darunter acht Schädel. Die Knochenfunde sind heute verschollen.

### Beigaben
Nur ein Teil der Beigaben ist heute noch erhalten. Im LWL-Museum für Archäologie in Herne befinden sich vier Klingen, zwei Klingenkratzer und ein Beil aus Feuerstein und 15 durchlochte Tierzähne. Eine Keramikscherbe, ein dritter Klingenkratzer, weitere Feuersteinartefakte, ein möglicher Mahlstein aus Felsgestein, ein nicht näher definiertes Knochenartefakt und ein Dachsschädel sind heute verschollen. Bei einigen von Borggreve genannten Gegenständen aus Granit dürfte es sich nicht um Artefakte handeln.